# 신지원
신지원(申知原, 1996년 4월 14일~)은 대한민국의 배우로, 과거 걸 그룹 베리굿에서 조현이라는 이름으로 활동했다.

## 출연 작품

### 드라마
| 연도 | 방송사       | 제목                       | 역할        | 비고       |
| ---- | ------------ | -------------------------- | ----------- | ---------- |
| 2017 | tvN          | 써클: 이어진 두 세계       | 아나운서    | 1화        |
| 2019 | MBN          | 레벨업                     | 걸그룹 멤버 | 2회, 8-9회 |
| 2020 | KBS 2TV      | 그놈이 그놈이다            | 유나        | 1화        |
| 2020 | TV조선       | 학교기담 - 오지 않는 아이  | 민지        |            |
| 2022 | W-STORY      | 겨울 지나 벚꽃             | 남지아      |            |
| 2023 | MBC 드라마넷 | 로맨스 빌런                | 고윤        |            |
| 2024 | SBS Medianet | 고스트 큐피드 <키스라이팅> | 나이소      |            |

### 영화
| 연도 | 제목             | 역할 | 비고 |
| ---- | ---------------- | ---- | ---- |
| 2020 | 용루각: 비정도시 | 예주 |      |
| 2021 | 최면             | 현정 |      |

### 예능
- 2020년 1월 1일: MBC 에브리원 《대한외국인》 64회 게스트 with 임예진, 최현석
- 2024년 9월 6일: 유튜브 《노빠꾸 탁재훈 탁스패치》20회 게스트

## 광고
- 2018년~2019년 명륜진사갈비
- 2020년 좋은사람들 예스
- 2020년 참소주

## 학력
- 리라초등학교
- 청담고등학교
- 동덕여자대학교 방송연예과